# NGC 5896
NGC 5896 este o galaxie spirală situată în constelația Boarul. A fost descoperită în 23 mai 1854 de către William Parsons, 3rd Earl of Rosse⁠(d).